# Université des sciences sociales et de gestion de Bamako
L'université des sciences sociales et de gestion de Bamako (USSGB) est une université publique située à Bamako, la capitale du Mali.

## Historique
Le 28 septembre 2011, le gouvernement malien a adopté en conseil des ministres quatre projets d'ordonnance portant création des « Universités de Bamako » en remplacement de l'université de Bamako dont les effectifs étaient devenus trop importants. 
La création de l'université des sciences sociales et de gestion de Bamako a été adoptée par l'Assemblée nationale malienne le 8 décembre 2011.

## Liste des recteurs
- 2011-2013 : Bani Touré[3]
- Depuis 2013 : Samba Diallo[4]